# Clytie euryphaea
Clytie euryphaea là một loài bướm đêm trong họ Erebidae.